# Среднекамышлинское сельское поселение
Среднекамышли́нское се́льское поселе́ние — муниципальное образование в Нурлатском районе Татарстана Российской Федерации.
Административный центр — село Средняя Камышла.

## История
Статус и границы сельского поселения установлены Законом Республики Татарстан от 31 января 2005 года № 32-ЗРТ «Об установлении границ территорий и статусе муниципального образования "Нурлатский муниципальный район" и муниципальных образований в его составе».

## Население
| 2010  | 2011  | 2012  | 2013  | 2014  | 2015  | 2016  |
| ----- | ----- | ----- | ----- | ----- | ----- | ----- |
| 1535  | ↘1528 | ↘1506 | ↘1480 | ↘1479 | ↘1450 | ↗1459 |
| 2017  | 2018  |       |       |       |       |       |
| ↘1426 | ↘1423 |       |       |       |       |       |

## Состав сельского поселения
| № | Населённый пункт | Тип населённого пункта       | Население |
| - | ---------------- | ---------------------------- | --------- |
| 1 | Абляскино        | деревня                      |           |
| 2 | Вишнёвая Поляна  | деревня                      |           |
| 3 | Красный Октябрь  | посёлок                      |           |
| 4 | Малая Камышла    | деревня                      | ↗231      |
| 5 | Михайловка       | посёлок                      |           |
| 6 | Средняя Камышла  | село, административный центр |           |